# Bodenschwende
Bodenschwende ist eine Wüstung nordwestlich von Sangerhausen im Landkreis Mansfeld-Südharz in Sachsen-Anhalt, Deutschland. Sie liegt zwischen den Ortsteilen Horla und Wippra. Unweit der Dorfstätte steht heute das Forsthaus Bodenschwende.

## Geschichte
Bodenschwende war vermutlich ein von einem Bodo gegründetes Dorf des 10. oder 11. Jahrhunderts, das vermutlich im 14. Jahrhundert wieder verlassen wurde und infolgedessen verwaldete.
Die Siedlung wurde um das Jahr 1376 urkundlich erwähnt, als Erzbischof Peter die Grafen Dietrich, Ulrich und Heinrich von Hohnstein u. a. mit der Burg Wippra und dem Zubehör Badenschwende belehnte. Am 17. September 1382 verkaufte dann Graf Ulrich von Hohnstein die Hälfte von Schloss und Städtchen Wippra wieder an Erzbischof Friedrich, zusammen mit einem Gehölz zu Botenswerder. Im Jahre 1523 wird ein Badenschwende in einem Lehnsbrief von Erzbischof Albrechts V. an die Grafen von Mansfeld erneut als Zubehör von Wippra benannt. 
Am 9. Juli 1533 wird er Ort in einem Schiedsvertrag zwischen dem Grafen Hoyer und den Söhnen des Grafen Ernst mit dem Grafen Albrecht von Mansfeld als Bodenschwende erwähnt. Um 1533 oder 1534 wird der Forst von Bodenschwende in einem Wüstungsverzeichnis des Rammelburger Erbbuchs erwähnt. Im Jahre 1565 erfolgte eine gleichnamige Erwähnung.
Am 10. Juni 1579 wurde in einer Urkunde des Eisleber Permutationsprozesses erwähnt, dass das Erzstift zu Magdeburg den gesamten Bodenschwend zusammen mit allen darin gelegenen Dörfern an Kursachsen abgetreten hat. 